# Pere Galceran III de Pinós
Pere Galceran III de Pinós   (Principat de Catalunya, valor desconegut - 4 d'abril de 1383 ↔ 18 de maig de 1383) fou un noble, senyor de les baronies de Pinós (1354-1383), Mataplana (1374-1383), la Portella (1369-1383), Lluça (1369-1376), de la Vall de Ribes (1381-1383), Lavansa (1354-1371), i els castells de Pinós (1354-1370), Talteül (1354-1377), Montorrell (1354-1377), Ponts, Ossera, Sant Romà, Gósol, Saldes, l'Espà, Querforadat, Fórnols Sisquer, Montargull (força de “Montarguyl”), Padrinàs (1354-1371), de l’Espluga de Lavansa (1354-1371) i Balmanya.
Fill de Pere Galceran II de Pinós i de Marquesa de Fenollet i de Saportella. Succeí el seu germà Galceran VI de Pinós, mort jove el 1354.

## Biografia
Va participar en la guerra contra Castella als fronts d'Aragó i de València (1356-69). L'any 1374 el rei Pere IV li encarregà la capitania de guerra de Puigcerdà per fer front a la invasió que preparava Jaume de Mallorca. Durant aquesta invasió, l'infant Jaume va intentar travessar els Pirineus pel coll de Panissars l'agost de 1374, però es va trobar amb la forta resistència organitzada per Pere II Galceran de Pinós, que hi envià al seu germà Berenguer Galceran de Pinós, al que es van unir Andreu I d'Illa i Canet i Felip Dalmau I de Rocabertí, mentre els germans Dalmau I de Queralt i Guerau de Queralt prenien posicions a la rereguarda dels invasors per impedir el seu reabastiment, de manera que Jaume IV de Mallorca es va veure obligat a dirigir-se al Conflent, on va rebre alguns reforços castellans. El rei li va confiar l'any 1378, juntament amb Bernat Sagarriga, dirigir una investigació sobre la corrupció dels oficials reials a Catalunya i als comtats de Cerdanya i el Rosselló. Finalment el rei el va nomenar camarlenc l'any 1381 càrrec que exercí fins a la seva mort el 1383.
Va ampliar les possessions familiars per tal d'integrar totes les baronies importants del Berguedà dins els seus dominis per tal de connexió directa amb els seus dominis a Bagà i com a refugi enfront el poder reial a la ciutat de Berga. En aquest sentit trobem la compra de les baronies de la Portella i Lluçà, l'any 1369, a Andreu I de Fenollet, vescomte d'Illa i Canet per 21.000 lliures, o la compra de la baronia de Mataplana i la vall de Toses, l'any 1374, a Jaume Roger de Pallars. Aquesta última, a causa del seu elevat preu, va forçar a Pere Galceran a revendre'n part al monestir de Sant Joan de les Abadesses i la baronia de Lluçà a la família Peguera. També va adquirir la vall de Ribes, empenyorada pel rei en favor seu l'any 1381.
En canvi va vendre el castell de Pinós l'any 1370 a Ramon de Pinós, parent seu (descendent de Galceran V de Pinós), i degut que, com els seus avantpassats, tingué incidents amb el seu veí, el vescomte Roger Bernat II de Castellbò (1358), per la baronia de Lavansa, el 1371 Pere Galceran de Pinós va vendre les terres de Lavansa, els castells i les construccions que hi havia dins aquesta terra, al capítol d’Urgell. Més tard, el 1377, va vendre els castells de Talteüll i Montorrell a Arnau III d'Erill, baró d'Erill.

## Matrimoni i descendència
Es va casar amb Guillema de Vilademany, Señora de Taradell, filla de Bernat II de Vliademany el dia 10 de març de 1347. Aquest matrimoni no tingué descendència. Tingué dos fills il·legítims amb Romia Pereta (vassalla seva):
- Guillem Ramon de Pinós dit "El bord de Santa Eulàlia" i "El Gran Justador", senyor de Castellar de N'Hug.
- Miró Galceran de Pinós (mort a Bagà el 15 d'octubre de 1393), senyor de Castellar de N'Hug.

En morir sense fills legítims els seus títols passaren al seu germà Bernat Galceran I de Pinós.